# Вулиця Никифора Гірняка (Тернопіль)
Вулиця Никифора Гірняка — вулиця в мікрорайоні «Березовиця» міста Тернополя. Названа на честь українського освітянина, публіциста, військовика, громадського діяча Никифора Гірняка.

## Відомості
Розпочинається від вулиці Микулинецької, пролягає на схід паралельно до південної межі міста та закінчується біля селища Велика Березовиця. На вулиці розташовані приватні будинки.